# Rozdroże pod Bulą

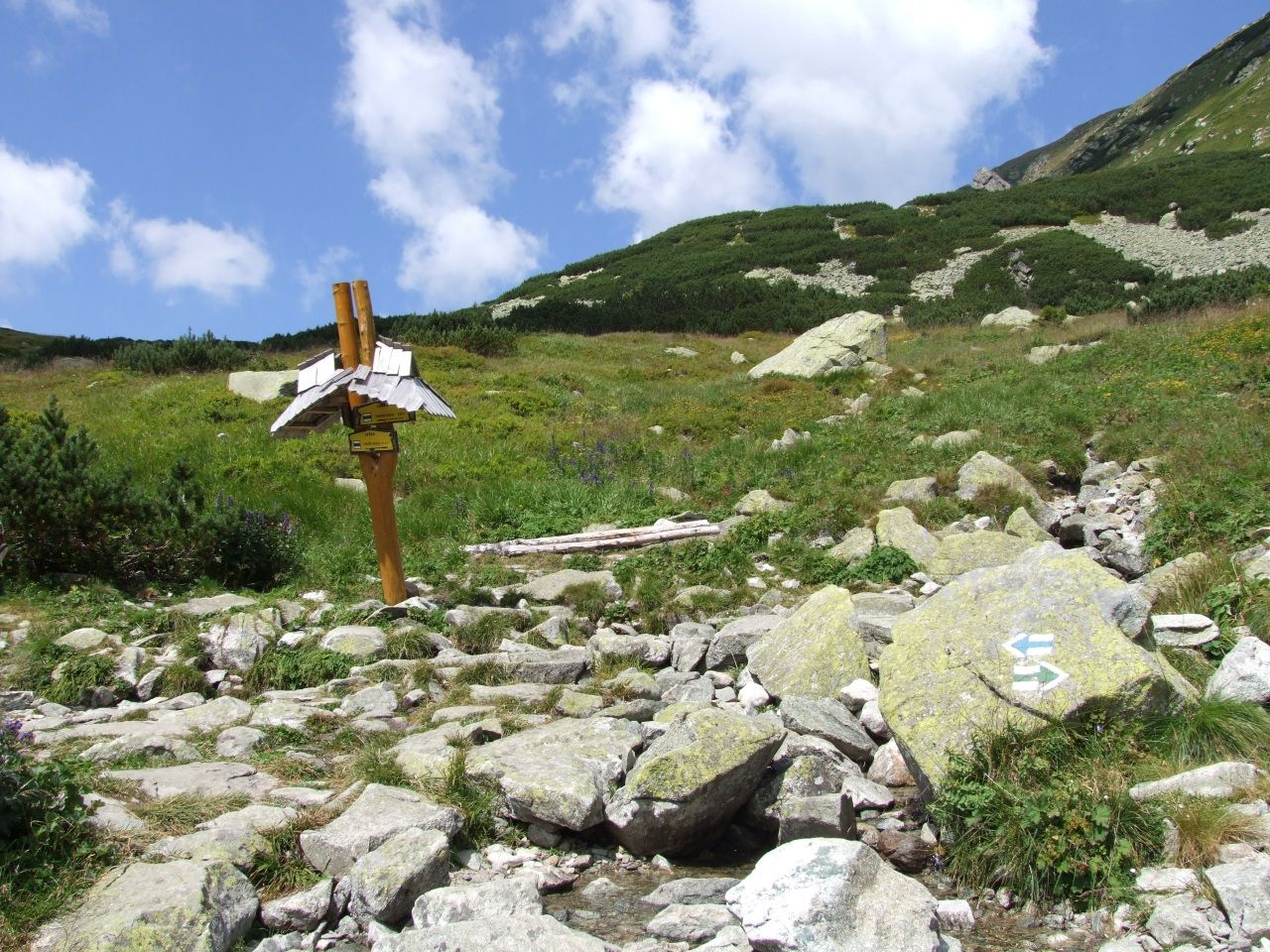
Rozdroże pod Bulą

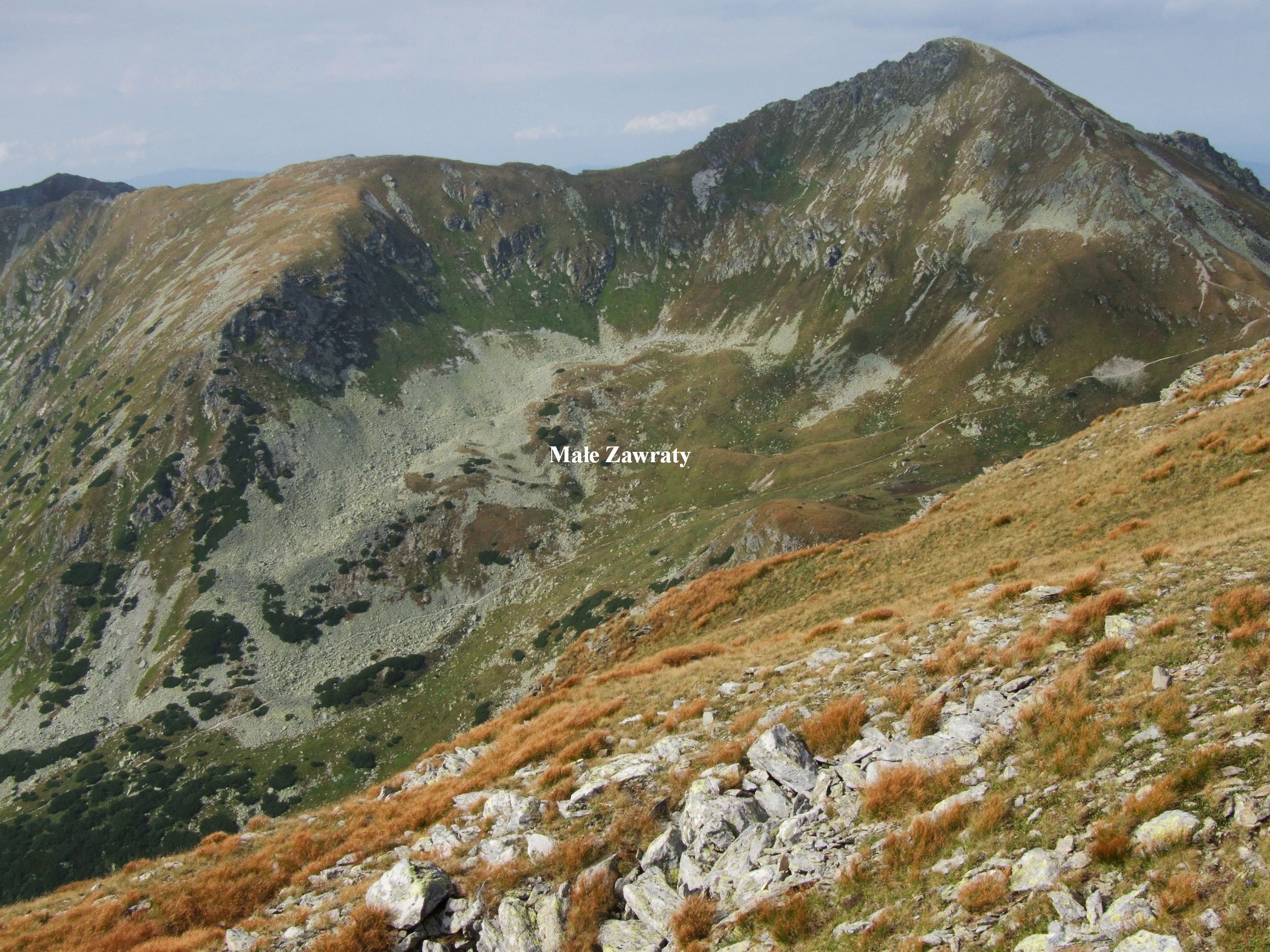
Widok z Barańca na obszar rozdroża

Rozdroże pod Bulą (słow. Rázcestie pod Homôlkou) – rozdroże szlaków turystycznych w górnej części Doliny Żarskiej w słowackich Tatrach Zachodnich. Położone jest na wysokości 1686 m, nieco poniżej źródeł potoczka zasilającego Smreczankę, po wschodniej stronie podnóży Pośredniego Gronia. Obszar tego rozdroża i górnej części Doliny Żarskiej to wertepy zawalone wantami. Wędrujący tędy w 1866 Węgier József Mihalik tak o nim pisał: Słowaccy mieszkańcy Liptowa, wchodzący tędy jak kozice, nie znajdują żadnych większych trudności we wspinaniu się na te skały. Zdarzyło się raz, że chłopi z Żaru i Smreczan przeszli do Galicji i ukradli tam wołu, a żeby uniknąć wytropienia, owiązali mu nogi i tak go przeprowadzili na ziemię węgierską, gdzie został radośnie zjedzony...

## Szlaki turystyczne
– niebieski od wylotu Doliny Żarskiej do rozdroża, dalej na Smutną Przełęcz.
- Czas przejścia od wylotu Doliny Żarskiej do rozdroża: 3.30 h, ↓ 2.45 h
- Czas przejścia z rozdroża na Smutną Przełęcz: 1 h, ↓ 45 min

  – zielony, prowadzący ze Schroniska Żarskiego razem z niebieskim do rozdroża, dalej zaś na Żarską Przełęcz.
- Czas przejścia ze schroniska do rozdroża: 1:20 h, ↓ 1 h
- Czas przejścia z rozdroża na przełęcz: 45 min, ↓ 35 min.